# 大村幸弘
大村 幸弘（おおむら さちひろ、1946年 - 2025年5月20日）は、日本の考古学者。アナトリア考古学研究所名誉所長。
中近東文化センター主任研究員、アナトリア考古学研究所長、カマン・カレホユック遺跡調査隊長を歴任。

## 来歴・人物
岩手県盛岡市出身。盛岡藩の火業師（砲術師）で、エトロフ島事件に遭遇し帝政ロシアの捕虜となった大村治五平の子孫。兄・大村次郷は写真家。作家の森荘已池は伯父（母親の兄）。父の大村次信は元満州国協和会職員で、終戦直後に満州国から一家での命がけの引き揚げを経験しており、幸弘は一家が盛岡の実家に帰り着いた3日後に生まれている。
早稲田大学第一文学部西洋史科卒業。トルコ給費生としてアンカラ大学言語・歴史・地理学部ヒッタイト学科に留学。中近東考古学科博士課程修了。帰国後、中近東文化センターに勤務。1986年よりトルコのカマン・カレホユック遺跡の発掘調査に従事する。1998年より、中近東文化センター附属アナトリア考古学研究所（JIAA）所長となり、2025年4月からは名誉所長となっている。
2017年9月に、トルコ・アナトリア地方の古代遺跡の紀元前2250年 - 同2500年の地層から、製鉄関連の最古級の遺物（酸化鉄を多く含む分銅形をした直径約3センチの塊）を発見し、話題になった。
2025年5月20日、トルコ中部の自宅にて急に体調不良を発し、病院へ搬送されたがそのまま死亡が確認された。78歳没。

## 受賞歴
- 1981年：『鉄を生みだした帝国』で講談社ノンフィクション賞受賞
- 2004年：『アナトリア発掘記』でパピルス賞受賞
- 2011年：第1回三笠宮オリエント学術賞受賞[6]

## 著書
- 『埋もれた古代帝国〈トルコ発掘日誌〉』JTBパブリッシング 1978年
- 『鉄を生みだした帝国－ヒッタイト発掘』日本放送出版協会<NHKブックス> 1981年
- 『トルコ　世界歴史の旅』山川出版社 2000年
- 『アナトリア発掘記－カマン・カレホユック遺跡の二十年』日本放送出版協会<NHKブックス> 2004年
- 『アナトリアの風　考古学と国際貢献』リトン 2018年

### 共編著
- 『カッパドキア－トルコ洞窟修道院と地下都市』集英社 2001年 「アジアをゆく」大村次郷写真
- エリア・スタディーズ『トルコを知るための53章』明石書店 2012年 永田雄三・内藤正典共編著
- 『トロイアの真実 アナトリアの発掘現場からシュリーマンの実像を踏査する』山川出版社 2014年 大村次郷写真

### 翻訳
- クルート・ビッテル（Kurt Bittel）『ヒッタイト王国の発見』山本書店 1991年 吉田大輔共訳

## 出演
- こころの時代「歴史に辿る　“自分とは何か”」（2020年9月27日、NHK Eテレ）[7]
- カルチャーラジオ「日曜カルチャー」「未知の世界史を掘り起こす」（2022年7月3日 - 31日、NHKラジオ第2）全5回